# Seetakt
El aparato de medición por radio (Funkmessgerät) FuMG 38G Seetakt fue uno de los primeros radares navales de la Kriegsmarine alemana en la Segunda Guerra Mundial. Se desarrolló en la década de 1930.

## Desarrollo

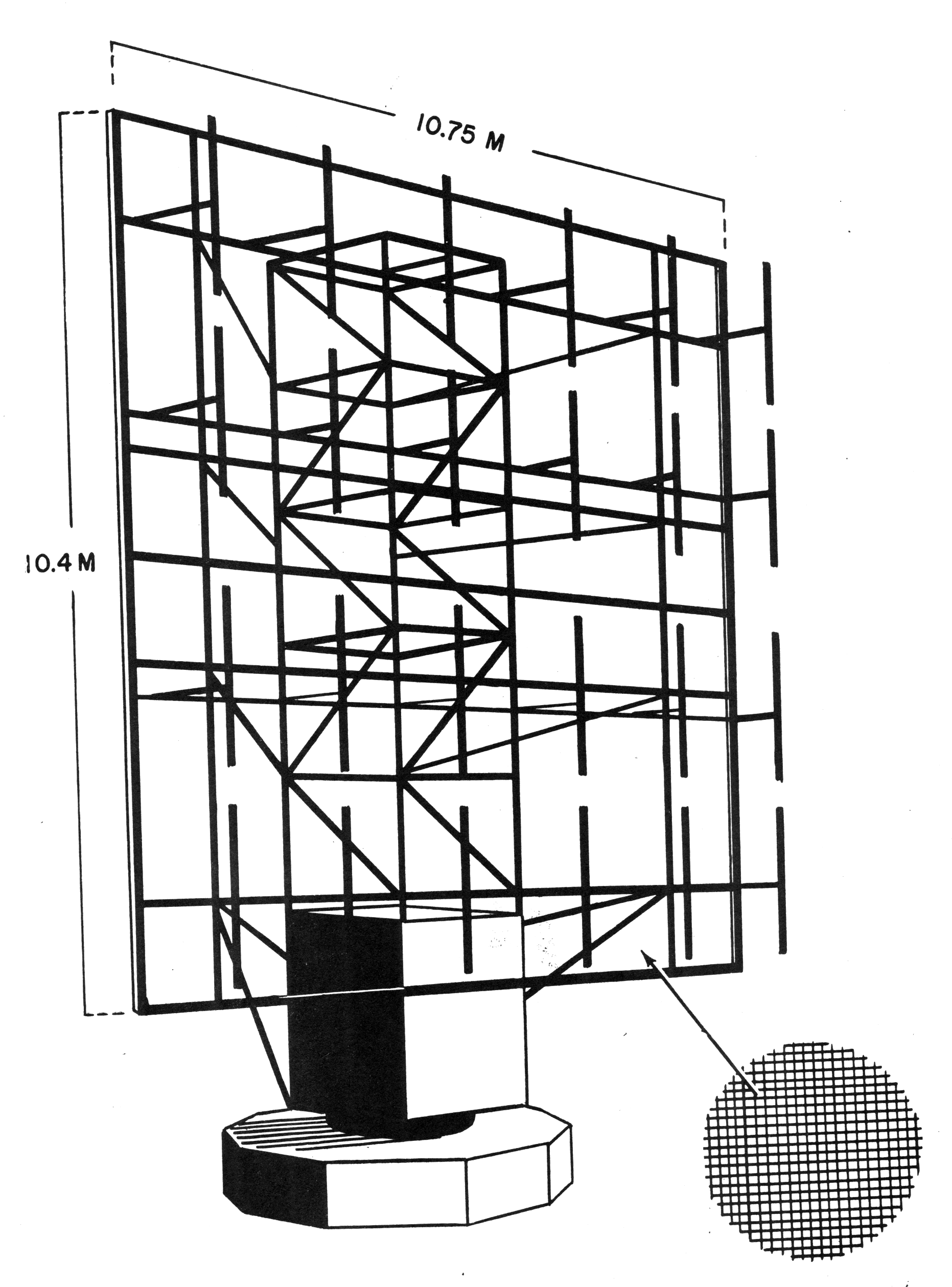
El aparato de medición por radio (Funkmessgerät) FuMG 38G Seetakt

Hans Erich Hollmann comenzó a trabajar a fines de los años 1920 en el ámbito de las microondas, que llegarían a ser la base de la mayoría de sistemas de radar. Entonces se interesó sobre todo por la utilización de microondas para técnicas de información, pero su socio Hans-Karl von Willisen y él mismo se interesaron también en el ámbito de los sistemas semejantes al radar.
En 1934, Hollman, von Willisen y Paul-Günther Erbslöh fundaron una empresa llamada GEMA (Gesellschaft für elektroakustische und mechanische Apparate m.b.H., Sociedad de Aparatos Electroacústicos y Mecánicos). En el otoño de 1934, GEMA construyó el primer radar comercial para localizar barcos. Trabajaba en una longitud de onda de 50  cm y podía localizar barcos a una distancia máxima de 10 kilómetros. El sistema, que no podía mostrar ningún dato sobre distancias, era semejante al que desarrolló Christian Hülsmeyer.
Por encargo de la Kriegsmarine, desarrollaron un radar de impulsos con el que en verano de 1935 pudieron localizar al crucero ligero Königsberg a una distancia de 8 kilómetros y con una precisión de 50  m, lo cual era suficiente para la dirección de tiro de los buques. El mismo sistema pudo localizar a un avión a 28  km de distancia y 500  m de altitud. La utilidad militar no pasó inadvertida: se desarrolló una versión terrestre llamada Freya, mientras que las versiones navales llevaron el nombre de Seetakt. Para la Kriegsmarine, el desarrollo debía centrarse en la medición de distancias, siendo el siguiente punto en la lista de prioridades la precisión de blancos y la eliminación de interferencias debidas a la noche o el mal tiempo. Su utilización como radar de control de tiro, que dio lugar al desarrollo del radar Würzburg para la Wehrmacht, era para la Armada una cuestión de poca importancia inicialmente.
Los primeros prototipos siguieron usando la longitud de onda de 50 cm (o frecuencia de 500 MHz), que en ese tiempo aún era difícil de controlar, además de que GEMA tenía poca experiencia en la construcción en serie y aún más en la utilización de radar en buques. Por fin, en enero de 1938 se instaló el primer aparato producido en serie, que trabajaba en longitud de onda de 60  cm y frecuencia de 500 MHz, en el crucero Admiral Graf Spee. El radar Seetakt del Graf Spee podía localizar blancos navales a 25 km, con lo que gracias a la iniciativa de algunos oficiales previsores, la Kriegsmarine alemana se colocaba muy por delante de la Armada británica y la Armada de los Estados Unidos en cuanto al uso de radares en sus buques. El posterior desarrollo quedó frenado porque ni GEMA ni la Kriegsmarine dieron prioridad al proyecto. Además, para mantener el secreto, muy poca gente estaba informada y no se llevaban a bordo instrucciones detalladas (como planos de los circuitos) para resolver errores.

## Aspectos técnicos
Las versiones posteriores (FMG 41gU y FuMO 29, por ejemplo) funcionaron en longitudes de onda de 82 a 77 cm y en frecuencias de 368 a 390 MHz. Con una potencia máxima de 8 kW, un lapso de duración del impulso de tres microsegundos y una frecuencia de impulso de 500 Hz, podían localizarse blancos del tamaño de un barco con buena mar hasta a 220 km de distancia, si bien normalmente la distancia máxima de localización era de 110 km. La precisión era de 70 metros y la desviación angular de tres grados.
Se produjeron unos 200 radares Seetakt, colocándose en buques de superficie, submarinos y, en mayor medida, en tierra para la defensa costera. En los U-Boote, a causa de la pequeñez de su antena, el alcance máximo eficaz era de solo 7 km, y el campo que abarcaba se limitaba a 60 grados.

## Descubrimiento
A fines de 1939 solo estaban en activo cuatro radares Seetakt, en razón del secreto en que se desarrollaban y de su aún escasa fiabilidad. Uno de ellos fue de gran utilidad al "acorazado de bolsillo" Admiral Graf Spee en su incursión en el Atlántico de septiembre a diciembre de 1939. El 13 de diciembre resultó dañado en combate con los británicos, hasta el punto de tener que refugiarse en el puerto de Montevideo, capital del Uruguay neutral. Ante la amenaza de ser internado y al no poderse reparar los daños para proseguir la incursión, pasados tres días el Admiral Graf Spee fue autohundido fuera de las aguas territoriales de Uruguay. La tripulación fue internada en Argentina. El buque no se hundió totalmente y la antena del radar Seetakt quedó a la vista. Sobre ella hizo la Royal Navy un informe para las autoridades británicas, al que prestó especial atención Reginald Victor Jones, un experto científico de la inteligencia militar británica, a quien los datos sobre el tamaño de la antena le permitieron sacar conclusiones sobre las gamas de frecuencias utilizadas.
En el otoño de 1940, la Royal Navy, a raíz de que se produjeran ataques nocturnos a convoyes navales en el Canal de la Mancha, sospechó que los alemanes disponían de un sistema semejante al Chain Home británico, por lo que se encargó a N. E. Davis, técnico informático de la empresa Marconi, que lo investigara. Davis consiguió captar las emisiones del Seetakt con un receptor de banda ancha y en febrero de 1941 se colocaron seis emisores de interferencias en esas frecuencias en Dover: había comenzado la guerra del radar.